# Huminsavak
A huminsavak a föld alá került elsősorban növényi, kisebb hányadban állati részek talajbaktériumok és gombák által aerob körülmények között fizikai, kémiai és mikrobiológiai úton lebontott, érésük során szerves anyagokból felépülő, nagy molekulájú, főként savas jellegű, kémiailag igen változatos szerkezetű és méretű, nagy polimerizációfokú molekulák.
A huminsav név a latin humus (talaj) szóból származik.

## A huminsavak keletkezése
A túlnyomóan szilárd, vízoldhatatlan növényi részeket a felületükön levő vízben élő szervezetek extracelluláris enzimekkel bontják le és alakítják át. Két folyamat, a bomlás és a szintézis párhuzamosan megy végbe. A növényekben raktározott kémiai energia egy részét a folyamatban részt vevő mikrobák saját élettevékenységükhöz használják, másik része hő formájában szabadul fel. A könnyen bontható szerves anyagok gyorsan mineralizálódnak. A nehezen bontható vegyületek N-tartalmú anyagokkal kapcsolódva, polimerizálódva, sötétszínű, nagy molekulájú humuszanyagokká alakulnak.
Humifikáció során a mikrobiális metabolitokból széndioxid, szulfát, nitrát, víz keletkezik, csökken a N-tartalmú és alkilcsoportok száma, aromás jellegűvé válik, a nem mineralizálódott szerves anyagokból humusz anyagok keletkeznek. Tehát igen változatos, minden földrajzi régióra jellemzően más és más szerkezetű és beltartalmú anyagról beszélünk.
A huminsavak a tőzeg fázisban keletkeznek, a folyamatos lassú bomlásnak köszönhetően a feketeszénben már nem találhatóak meg.
| Huminsav       | Legnagyobb molekulájú csoport | M=1000-5000 | lúgokban oldódik, savakban nem                              |
| Himatomelánsav | Közepes méretű tartomány | M= 600 - 900 | lúgokban, alkoholban oldódik, savakban nem oldódik          |
| Fulvosav       | Legkisebb méretű tartomány | M=300 - 600 | lúgokban is és savakban is oldódik                          |
| Humin Anyag    | Óriásmolekulákká szerveződött huminsav molekulák, nem extrahálható, polimer, fekete anyag, huminsavak és fulvósavak öregedési folyamatai során keletkezik | Óriásmolekulákká szerveződött huminsav molekulák, nem extrahálható, polimer, fekete anyag, huminsavak és fulvósavak öregedési folyamatai során keletkezik | lúgos közegben sem oldódnak                                 |
| Huminsavak     | A huminsav, himatomelánsav és a fulvosav összefoglaló neve.                                                                                               | A huminsav, himatomelánsav és a fulvosav összefoglaló neve.                                                                                               | A huminsav, himatomelánsav és a fulvosav összefoglaló neve. |
| Humátok        | A huminsavak sói (pl. Fe-humát) | A huminsavak sói (pl. Fe-humát) | A huminsavak sói (pl. Fe-humát)                             |

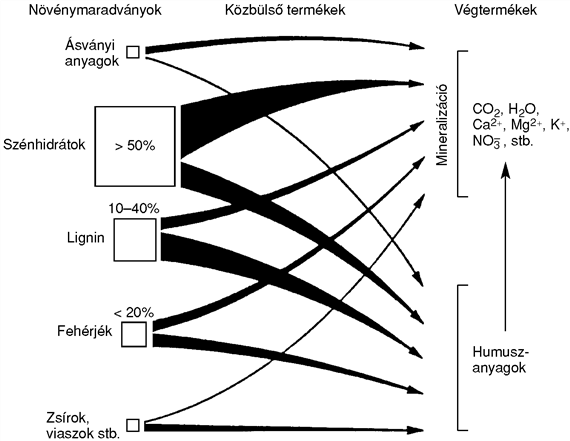
Mineralizáció és humifikáció közötti összefüggés

Amennyiben a körülmények (vegetáció, átlag hőmérséklet, éves csapadék mennyisége, talaj levegőzöttsége, stb.) nem változnak, a talajban az évente képződő és elbomló humusz mennyisége közel ugyanannyi, a talaj humusztartalma közel állandó. Mérsékelt égövben évente átlagosan a talaj humuszkészletének 3%-a újul meg. A változás csak a könnyebben bomló humusz állományt érinti, a stabil humuszanyagok évszázadokig is megmaradnak. A szerves anyagok bomlásának mértéke és a bomlás sebessége a szerves maradványok kémiai összetételétől (bomlással szembeni ellenálló képességétől), a talaj hőmérsékletétől, vízellátottságától, levegőellátottságától és a közeg pH-jától függ. Az alacsony C-tartalmú, ugyanakkor magas N-tartalmú maradványok gyorsan bomlanak. A kis N-tartalom, illetve a N-hiány erősen korlátozza a lebontást. A lassan bomló növényi maradványok C:N aránya nagyobb, mint 80:1 (pl. búzaszalma, rozsszalma). A gyorsan bomló növényi maradványok C:N aránya kisebb, mint 30:1 (pl. lucerna, lóhere). A növények C:N aránya a fajtól, és a fejlettségi állapottól függően is széles határok között változik. A bontásban részt vevő mikrobiális szervezetek nagy része 25 és 40 °C közötti hőmérsékleten a leghatékonyabb. A bontás sebessége 25 °C alatt a hőmérséklettel arányosan csökken. Igaz, hogy a mikrobák vízszükséglete kicsi, mégis kizárólag megfelelően nedves talajban megy végbe a bontás zavartalanul. A túlzott talajnedvesség tartalom lassítja az aerob folyamatokat. Az extrém száraz környezet is lassítja a mikrobiális bontást. A legtöbb mikroba 6–8 pH-tartományban szaporodik a legjobban. Az erősen savanyú és az erősen lúgos közeg is csökkenti a biológiai funkciókat.
A mineralizáció és a humifikáció következtében állandó dinamikus változásban vannak a talaj szerves anyagai. Az anaerob viszonyok a szerves anyag felhalmozódását, az aerob körülmények a mineralizációt segítik.
| Humuszanyagok | Valódi humuszanyagok Bonyolult szerkezetű, savkarakterű polimerek | Fulvosavak - híg lúgoldatban oldódnak, savas közegben is oldatban marad, legnagyobb oxigéntartalom 45-48%, és legkisebb nitrogéntartalom < 4%. A kis molekulatömeg miatt már semleges illetve enyhén lúgos pH tartományban a felületükön levő negatív töltésfelesleg elegendő ahhoz, hogy a makromolekulákat peptizálja. |
| Humuszanyagok | Valódi humuszanyagok Bonyolult szerkezetű, savkarakterű polimerek | Huminsavak - híg lúgokban oldódnak, savval kicsapható - közepes oxigéntartalom 33-36% és közepes nitrogéntartalom 4%. Csak erősebben lúgos, 8 feletti pH tartományban alakul ki a felületükön elegendő negatív töltésfelesleg ahhoz, hogy a makromolekulákat peptizálja. Egy része meleg alkoholban oldódik. Az alkohollal oldható frakció himatomelánsavakat tartalmaz. Az alkoholban oldhatatlan csapadék a barna huminsavak és a szürke huminsavak. |
| Humuszanyagok | Valódi humuszanyagok Bonyolult szerkezetű, savkarakterű polimerek | Humin frakciók - Nehezen oldható humuszcsoport. Forró lúggal és/vagy HF-os kezeléssel oldatba vitt szerves anyagok. Legkisebb az oxigéntartalom 32-34% és legnagyobb a nitrogéntartalom 4%. Erősen lúgos pH tartományban sem elegendő a negatív töltésfelesleg a felületükön ahhoz, hogy a makromolekulákat peptizálja. |
| Humuszanyagok | Nem valódi humuszanyagok                                          | Fehérjék, peptidek, aminosavak |
| Humuszanyagok | Nem valódi humuszanyagok                                          | Szénhidrátok: keményítő, cellulóz, hemicellulóz, pektin, kitin, oldható cukrok, aminocukrok |
| Humuszanyagok | Nem valódi humuszanyagok                                          | Szerves savak: hangyasav, ecetsav, csersavak, stb. |
| Humuszanyagok | Nem valódi humuszanyagok                                          | Lignin |
| Humuszanyagok | Nem valódi humuszanyagok                                          | Zsírok, viaszok, gyanták |

A fulvosavak a humuszanyagok közül a legerősebb savi karakterű, világos sárga vagy vörösessárga színű, viszonylag kis molekulájú vegyületek. A szabad savak és a sóik (a fulvátok) és fémkomplexeik vízben, savakban és lúgokban jól oldódnak, jelentős szerepük van a vas és alumíniumionok talajban történő mozgásában. Könnyen oxidálódó, redukáló hatású anyagok. Savanyú, gyenge biológiai aktivitású talajokban képződnek.
A huminsavak a fulvosavaknál sötétebb színű, nagyobb molekulatömegű vegyületek. Komplexképzésre hajlamosak. Kevésbé savas jellegüek mint a fulvosavak.
A humátok a huminsavak sói. A különböző fémekkel (Na-, K-, Ca-, Mg-, Fe-, Al-mal) alkotott sók vízben különböző módon oldódnak. A Na- és K-sók jól oldódnak a vízben, a Ca-, Mg-, Fe- és Al-humátok nem. Ez különösen fontos a vízálló talajszerkezet kialakulásánál.
A himatomelánsavak a legkisebb molekulatömegű és polimerizációs fokú, sárgásbarna vagy barna színű huminsavak. A nagyobb molekulájú huminsavak átmeneti képződményei.
A barna huminsavak nagyobb mennyiségben csak a túlnedvesedő és kationszegény talajokban (pl. barna erdőtalajokban, savanyú réti talajokban) fordulnak elő. Sötétbarna színű, a himatomelánsavaknál nagyobb molekulatömegű vegyületek.
A szürke huminsavak lúgos oldata szürkésfekete. A legnagyobb kondenzációs és polimerizációs fokú huminsav molekulák. Kémiailag stabilabb vegyületek és nehezebben oxidálhatóak, mint a barna huminsavak. A nagy molekulatömeg miatt könnyen sókkal könnyen kicsapható, elektrolitérzékeny anyagok. Az ásványi anyagokkal szorosabb kapcsolatra lépnek, mint a többi humuszsav. 
|                                                     | Fulvosavak                                 | Huminsavak                                 | Huminanyagok                               |
| --------------------------------------------------- | ------------------------------------------ | ------------------------------------------ | ------------------------------------------ |
| Molekulatömeg                                       | ~ 2000                                     | 5000–100 000                               | ~ 300 000                                  |
| C%                                                  | 40 - 50                                    | 55 - 60                                    | 55 - 60                                    |
| N%                                                  | < 4                                        | ~ 4                                        | > 4                                        |
| O%                                                  | 45 - 48                                    | 33 - 36                                    | 32 - 34                                    |
| Összaciditás, mgeé/100 g mgeé/100 g = cmol (+)/kg–1 | 900 - 1400                                 | 600 - 850                                  | 500 - 600                                  |
| -COOH mgeé!100 g mgeé/100 g = cmol (+)/kg–1         | 600 - 900                                  | 200 - 500                                  | 300 - 400                                  |
| Savas karakter                                      | >>>---csökkenő--->>>                       | >>>---csökkenő--->>>                       | >>>---csökkenő--->>>                       |
| Szín                                                | >>sárgásbarna>>sötétbarna>>szürkésfekete>> | >>sárgásbarna>>sötétbarna>>szürkésfekete>> | >>sárgásbarna>>sötétbarna>>szürkésfekete>> |
| Kapcsolódás az ásványi részhez                      | >>>---erősödik--->>>                       | >>>---erősödik--->>>                       | >>>---erősödik--->>>                       |

## A huminsavak szerkezete
A huminsavak pontos szerkezetét nem ismerjük. Kémiailag nehezen definiálható, változatos méretű, különböző szerkezetű molekulákból, összetett anyagcsoportokból álló vegyületcsoport. Eredetük sokszor jellemzőbb, mint kémiai analízisük. A bomlástermékekből a biotikus, illetve abiotikus (kondenzációs és polimerizációs) folyamatok eredményeként a huminsavak keletkezési helyére jellegzetes, nagy molekulájú vegyületek, humuszvegyületek jönnek létre. A humuszanyagok vizsgálatát nehezíti, hogy a külső behatásokra igen érzékenyek. A lúgos kioldás, illetve az egyes frakciók különválasztására alkalmazott eljárások a huminsavakban rendszerint kisebb vagy nagyobb mértékben szerkezetváltozásokat okoznak.
A humuszsavak gyűrűs szerkezetű építőköveket tartalmazó, nagy molekulájú vegyületek. A huminsavak és a fulvosavak felépítése hasonló, elsősorban a molekulák nagyságában (polimerizáltsági, kondenzáltsági fokában) és a szerkezet bonyolultságában különböznek egymástól. A fulvosavak jóval egyszerűbb felépítésűek a huminsavaknál.
A huminsav molekulák vázát egymáshoz kapcsolódott izociklikus vagy heterociklikus aromás gyűrűk alkotják. Például:
|        |          |            |       |       |
| Benzol | Naftalin | Hidrokinon | Furán | Indol |

A molekulaváz aromás gyűrűi vagy közvetlenül, vagy hídkötésekkel kapcsolódhatnak egymáshoz.
Hídként szereplő fontosabb csoportok:     –O–       –NH–       =N–       ≡C–C≡       –S–
A vázhoz főként peptid vagy aminosav jellegű, szénhidrátszerű oldalláncok kötődnek.
A huminsavak vázán és oldalláncain előforduló, a huminsavak tulajdonságait jelentősen befolyásoló reaktív csoportok:
Savas jellegű csoportok:
karboxil –COOH, fenolos -OH, alkoholos –OH, karbonil =C=O
Bázikus jellegű csoportok:
imino =NH, amino –NH2

Huminsav molekula szerkezete

A bázikus csoportoknak köszönhetően, savas közegben, a humuszsavakban bizonyos körülmények között, pozitív töltésű helyek is kialakulnak, az anionok elektrosztatikus megkötése is lehetővé válik.
Huminsavak és fulvósavak összetétele – száraz anyagra vonatkoztatva (tömeg %-ban):
| Összetétel                            | Huminsavak | Fulvosavak |
| ------------------------------------- | ---------- | ---------- |
| C                                     | 56,4       | 50,9       |
| H                                     | 5,5        | 3,3        |
| O                                     | 32,9       | 44,8       |
| N                                     | 4,1        | 0,7        |
| S                                     | 1,1        | 0,3        |
| Funkciós csoportok szerint (mol kg−1) |            |            |
| Savas csoportok                       | 6,6        | 12,4       |
| -COOH                                 | 4,5        | 9,1        |
| -OH (fenolok)                         | 2,1        | 3,3        |
| -OH (alkoholok)                       | 2,8        | 3,6        |
| =CO (ketonok)                         | 1,9        | 2,5        |
| =CO (kinonok)                         | 2,5        | 0,6        |
| -OCH3                                 | 0,3        | 0,1        |

Általánosságban megfigyelhető sok hasonlóság a különböző területekről származó huminsavak között, de amilyen nagyok a különbségek a különböző térségekben található növény és állatvilág között, olyan nagy a különbség a különböző területekről származó huminsavak között is. Ez egyszerűen belátható, mivel a huminsavak a föld alá bekerült növényi részek baktériumok által lebontott kisebb szerves molekula darabjai, különböző növényfajok felépítése más és más, a környezetüktől, a talaj mikroelem tartalmától, savasságtól és más talaj összetevőktől függően a növények beltartalma is más és más. A különböző összetételű talajokban, a különböző környezetekben más nedvesség, pára és hőmérsékleti viszonyok között a különböző talajok különböző baktériumai a különböző növényeket különböző sebességgel bontják le (emésztik meg) így könnyen belátható hogy a végeredmény, a humusz anyagok is nagymértékben különböznek egymástól. A NanoPatia és ChocoPatia termékekben használt huminsav összetétele:
| Rendszám | Csoport | Vegyjel | Biogén elem | µg / gr  |
|          |         |         |             |          |
| 8        | 16      | O       | Oxigén      | 478300   |
| 6        | 14      | C       | Szén        | 354400   |
| 1        | 1       | H       | Hidrogén    | 38200    |
| 20       | 2       | Ca      | Kalcium     | 58989,38 |
| 15       | 15      | P       | Foszfor     | 2583,90  |
| 19       | 1       | K       | Kálium      | 3309,61  |
| 17       | 17      | Cl      | Klór        | 489,83   |
| 12       | 2       | Mg      | Magnézium   | 4790     |
| 16       | 16      | S       | Kén         | 87149,64 |
| 25       | 7       | Mn      | Mangán      | 218,44   |
| 26       | 8       | Fe      | Vas         | 10727,97 |
| 27       | 9       | Co      | Kobalt      | 1,77     |
| 29       | 11      | Cu      | Réz         | 3,89     |
| 30       | 12      | Zn      | Cink        | 50,24    |
| 42       | 6       | Mo      | Molibdén    | 58,68    |
| 5        | 13      | B       | Bór         | 77,6     |
| 14       | 14      | Si      | Szilícium   | 26324,14 |
| 22       | 4       | Ti      | Titán (Ti)  | 786,04   |
| 23       | 5       | V       | Vanádium    | 96,64    |
| 24       | 6       | Cr      | Króm        | 10,92    |
| 28       | 10      | Ni      | Nikkel      | 7,86     |
| 35       | 17      | Br      | Bróm        | 2,43     |
| 13       | 13      | Al      | Alumínium   | 9570     |
| 37       | 1       | Rb      | Rubídium    | 37,87    |
| 38       | 2       | Sr      | Stroncium   | 274,17   |
| 39       | 3       | Y       | Ittrium     | 2,72     |
| 40       | 4       | Zr      | Cirkónium   | 96,63    |
| 41       | 5       | Nb      | Nióbium     | 33,18    |
| 48       | 12      | Cd      | Kadmium     | 28,50    |
| 51       | 15      | Sb      | Antimon     | 2089,36  |
| 55       | 1       | Cs      | Cézium      | 1,75     |
| 56       | 2       | Ba      | Bárium      | 107,45   |
| 57       |         | La      | Lantán      | 3,15     |
| 58       |         | Ce      | Cérium      | 6,15     |
| 60       |         | Nd      | Neodímium   | 2,89     |
| 62       |         | Sm      | Szamárium   | 0,75     |
| 64       |         | Gd      | Gadolínium  | 0,845    |
| 81       | 13      | Tl      | Tallium     | 0,23     |
| 82       | 14      | Pb      | Ólom        | 2,84     |
| 90       |         | Th      | Tórium      | 0,44     |

A fenti táblázatban szereplő elemanalitikai vizsgálat további részletei megtalálhatóak az alább tudományos publikációban:

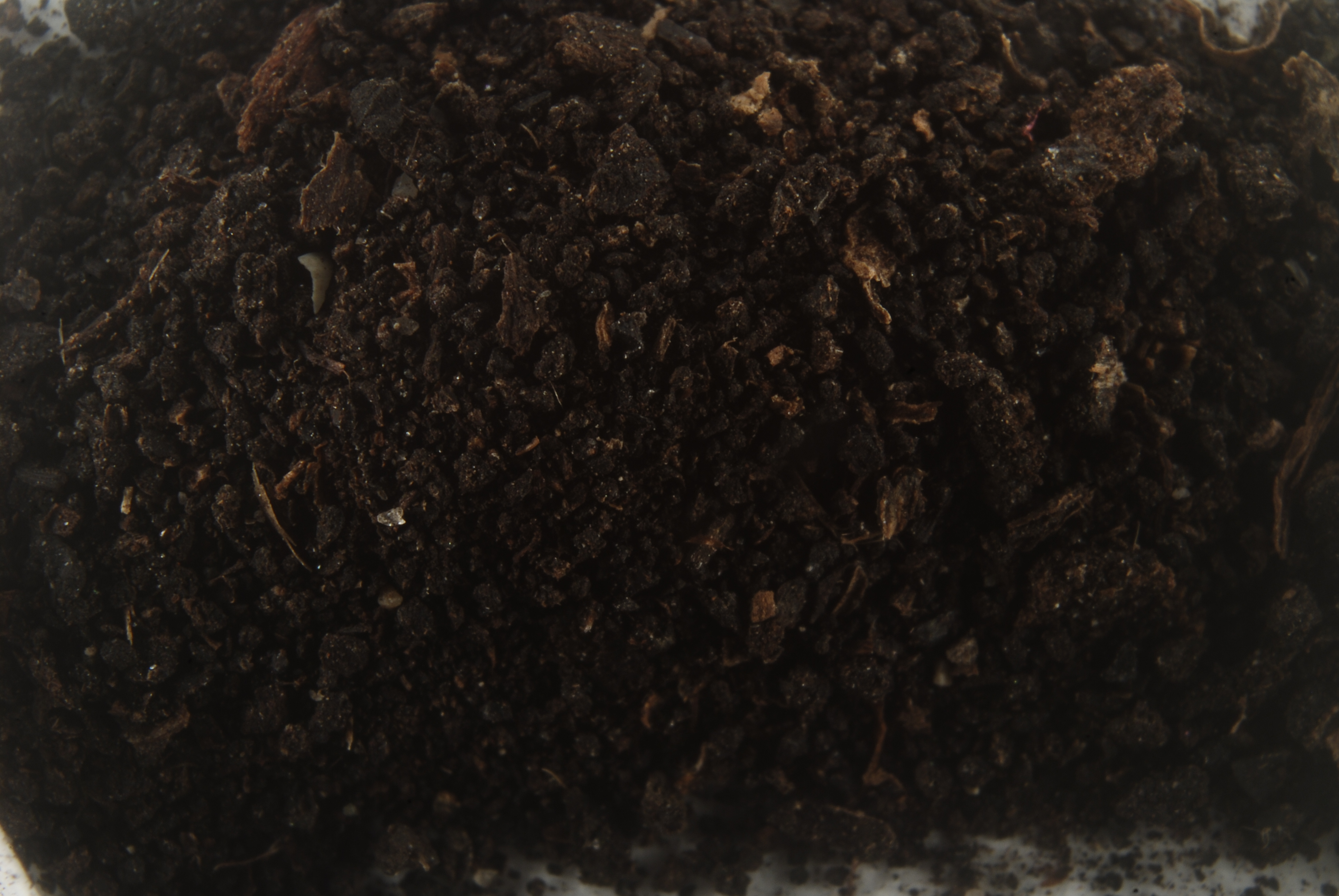
Huminsav

Egy makrofotó felvétel a táblázatban szereplő huminsavról: